# Gymnoxyphium malum
Gymnoxyphium malum är en svampart som beskrevs av Bat., Nascim. & Cif. 1963. Gymnoxyphium malum ingår i släktet Gymnoxyphium, divisionen sporsäcksvampar och riket svampar.   Inga underarter finns listade i Catalogue of Life.